# Enskede-Årsta-Vantör

Enskede-Årsta-Vantör elhelyezkedése Stockholmon belül

Enskede-Årsta-Vantör, Stockholm egyik déli kerülete, a 2007. január 1-jén bevezetett közigazgatási reform során jött létre, Enskede-Årsta és Vantör összevonása révén.
Az alábbi városrészekből áll: Enskede (Enskede Gård, Enskedefältet és Gamla Enskede), Årsta Johanneshov, Stureby, Östberga, Bandhagen, Högdalen, Örby, Rågsved és Hagsätra.
1. ↑  https://start.stockholm/globalassets/start/om-stockholms-stad/utredningar-statistik-och-fakta/statistik/omradesfakta/soderort/enskede/enskede-arsta-vantor-stadsdelsomrade.pdf